# I Am Weasel
I Am Weasel (или I.M. Weasel, по главном лику), што у преводу значи „Ја сам Ласица“, амерички је цртани филм, чији је творац Дејвид Фис, који је први пут приказан на Картун нетворку 15. јула 1997. године. 
I am Weasel је, у почетку, био приказиван у оквиру цртаног филма Cow and Chicken, најчешће као средишњи од три дела. Касније се издвојио као самосталан серијал и био приказиван премијерно од 1997. до 2000. године, а затим репризиран од 2004. године.
Главни ликови ових цртаних филмова су I.M. Weasel (Ај Ем Визл) и I.R. Baboon (Ај Ар Бабун), који су, како им имена сама говоре, ласица и павијан.